# Paul R. Gurian
Paul Richard Gurian (* 18. Oktober 1946 in New Haven, Connecticut) ist ein US-amerikanischer Filmproduzent und Drehbuchautor.

## Leben
Da seine Eltern eine koshere Cateringfirma besaßen, wuchs Paul Gurian mit seiner Schwester im Umfeld der Gastronomie auf. Und so war es auch nicht verwunderlich, dass Gurian nach seinem Abschluss 1964 an der Staunton Military Academy und dem Abbruch 1969 seines Studiums an der New York University eine eigene Bäckerei-Wein-Geschäft im ländlichen Vermont eröffnete. Dort lernte er auch den späteren Regisseur Jack Sholder kennen, der ihn mit dem Filmgeschäft in Berührung brachte und mit dem er auch gemeinsam die ersten Kurzfilme drehte.
Nachdem sich der Tourismus wegen der anhaltenden Wirtschaftskrise Ende der 1970er Jahre in Vermont legte, liefen auch für Gurian die Geschäfte schlechter, weswegen er pleiteging. Daraufhin zog er mit Sholder nach New York, wo er mit ihm gemeinsam weitere Kurzfilme und Dokumentationen drehte, die teilweise auch auf mehreren Filmfesten aufgeführt wurden. So schaffte er es 1976 mit Bernice Bobs Her Hair erstmals für Aufmerksamkeit zu sorgen, sodass er 1981 mit Cutter’s Way – Keine Gnade seinen ersten Langspielfilm produzieren konnte. Sein bisher größter Film war Peggy Sue hat geheiratet, welcher von Francis Ford Coppola inszeniert wurde.

## Filmografie (Auswahl)
Als Filmproduzent
- 1973: The Garden Party (Kurzfilm)
- 1976: Bernice Bobs Her Hair (Fernsehfilm)
- 1981: Cutter’s Way – Keine Gnade (Cutter’s Way)
- 1986: Peggy Sue hat geheiratet (Peggy Sue Got Married)
- 1996: The Viking Sagas

Als Executive Producer
- 1988: Das siebte Zeichen (The Seventh Sign)
- 1993: Arizona Dream